# Poggio Sannita
Poggio Sannita là một đô thị ở tỉnh Isernia trong vùng Molise, có cự ly khoảng 30 km về phía tây bắc của Campobasso và khoảng 25 km về phía đông bắc của Isernia. As of 31 December 2006, đô thị này có dân số 857 và diện tích là 21,76 km².
Poggio Sannita giáp các đô thị: Agnone, Castelverrino, Civitanova del Sannio, Pietrabbondante, Schiavi di Abruzzo.